# Vella Lavella
Vella Lavella è un'isola del gruppo delle isole della Nuova Georgia, nell'arcipelago delle Salomone (Oceano Pacifico). Appartiene alla Provincia Occidentale dello Stato delle Isole Salomone. Ha una superficie complessiva di 652 km² ed è circondata quasi interamente da una scogliera.
Sull'isola si trovano sei coni vulcanici ed una zona termale con pozze di fango ribollente lungo il fiume Ulo. L'altura maggiore è il Monte Tambisale, la cui cima raggiunge i 790 m s.l.m. La sommità del duomo di lava Nonda, il più "giovane" vulcano dell'isola, ritenuto ancora attivo anche se non risultano eruzione avvenute nell'età moderna, giunge ad un'altezza s.l.m. di 750 m. La maggior parte della popolazione vive lungo la costa, ove scendono a valle numerosi corsi d'acqua, che consentono lo sviluppo del giardinaggio e dell'orticoltura. Il turismo, concentrato soprattutto nelle zone della Provincia occidentale delle Isole Salomone, fornisce agli abitanti di Vella Lavella introiti supplementari.

## Storia
Archeologi neozelandesi attualmente verificano con gli scavi la supposizione che le isole Salomone siano abitate da quasi 30.000 anni. Nelle tombe sono state ritrovati cocci d'argilla datati fra il 2000 ed il 3000 avanti Cristo.
La lingua parlata sull'isola si chiama Bilua e conta ad oggi tra gli 8000 ed i 9000 parlanti. La Bilua appartiene alle lingue papuasiche, mentre le altre lingue parlate nelle isole Salomone appartengono alla famiglia delle lingue austronesiane. Di qui gli archeologi suppongono l'immigrazione di un popolo che non proveniva dalla Melanesia.

### Seconda guerra mondiale: la guerra nel Pacifico
Durante la guerra del Pacifico una piccola unità dell'esercito imperiale giapponese, nel quadro dell'occupazione delle isole Salomone del 1943, s'insediò a Vella Lavella. Il 15 agosto dello stesso anno sbarcò sull'isola, nella zona di Barakoma, un contingente di marine che si assicurò rapidamente il possesso dell'isola. Vi s'installò anche la famosa aerosquadriglia di caccia VMA-214, detta dei Black sheep ("Pecore nere"), al comando del maggiore Gregory Boyngton. Il 18 settembre il contingente americano lasciò il posto ad una divisione neozelandese. Tutta la zona di mare della Nuova Georgia fu teatro di più battaglie navali fra i belligeranti: tra queste sono particolarmente importanti la Battaglia del Golfo di Vella (6 - 7 agosto 1943) e quella di Vella Lavella (6 ottobre 1943), avvenuta proprio nelle acque prossime all'isola.

### Dopoguerra
Dal 1959 si ripeterono spesso segnalazioni di persone che avevano visto uomini con lunghe barbe, che si nascondevano nella fitta foresta pluviale dell'isola. Sulla base di queste segnalazioni alcuni veterani giapponesi reduci dall'isola, vi si recarono e cercarono tali individui, ma le loro ricerche non portarono ad alcun ritrovamento.
Nel 1965 l'ultimo soldato giapponese sopravvissuto fu visto nel giardino di un'anziana signora. L'ambasciatore giapponese presso lo stato delle Isole Salomone volò sull'isola e fece lanciare volantini in lingua giapponese, ove si diceva che la guerra era finita ormai da tempo. A seguito di tale iniziativa, il reduce giapponese si fece riconoscere e venne rispedito in volo in Giappone, ove fu accolto con tutti gli onori.